# Куровиці (ґміна)
Ґміна Куровиці (пол. Gmina Kurowice) — колишня (1934—1939 рр.) сільська ґміна Перемишлянського повіту Тарнопольського воєводства Польської республіки (1918—1939 рр.). Центром ґміни було село Куровичі.
1 серпня 1934 р. було створено Ґміну Куровиці у Перемишлянському повіті. Вона складалася з сільських громад: Альфредувка, Куровиці, Печеня, Солова, Туркоцін, Вижняни.
У 1934 р. територія Ґміни становила 53,5 км². Населення Ґміни станом на 1931 рік становило 5 716 осіб. Налічувалось 1 123 житлові будинки.
В 1940 р. Ґміна ліквідована через утворенням Глинянського району.